# Locomotive BASIC 2
Locomotive BASIC 2 es una variante del lenguaje de programación BASIC creada para el entorno gráfico GEM y popularizado en la década de 1980. Creado por la compañía británica Locomotive Software, se distribuía con los ordenadores PC1512 y PC1640 de la marca Amstrad.
El Basic 2 permite crear aplicaciones empleando los elementos habituales de la interfaz gráfica de usuario GEM: ventanas, menús y gráficos aprovechando el uso del ratón.
La filosofía de Basic 2 es crear programas con un aspecto visual similar a los integrados en el entorno GEM y que por lo tanto se manejen de forma parecida. Para los usuarios del entorno gráfico GEM las aplicaciones en Basic 2 no difieren de otras creadas en otros lenguajes.
Tomando la idea del lenguaje Smalltalk los programas se crean en este lenguaje utilizando un entorno de desarrollo integrado. El código objeto generado hace uso a su vez del entorno para mostrarse en pantalla.
Puede considerarse a este lenguaje como el precursor de lenguajes visuales más actuales como Visual Basic o Delphi.
En la década de los ochenta supuso una revolución apareciendo varios artículos de aprendizaje en revistas como Amstrad User
e incluso algún libro en el mercado.
Lamentablemente las aplicaciones creadas con él consumía muchos recursos y eran muy lentas. El entorno gráfico GEM dejó paso
en popularidad a Windows en una época en que aún el sistema operativo dominante en los ordenadores compatibles IBM PC era el MS-DOS. Esto ocasionó el declive del lenguaje.